# Cleora simplex
Cleora simplex är en fjärilsart som beskrevs av W. Warren 1898. Cleora simplex ingår i släktet Cleora och familjen mätare. Inga underarter finns listade i Catalogue of Life.